# Indaur (kerület)

Indaur kerület elhelyezkedése Madhja Prades államban

Indaur (hindi nyelv: इन्दौर जिला, átírásban: Indaur dzsila) a közép-indiai Madhja Prades állam egyik kerülete. Elnevezése Indaur város nevéből ered, mely a kerület adminisztrációs központja. Indaur, mely a 2011-es adatok szerint Madhja Pradesh állam legnépesebb kerülete, az azonos nevű régió része.

## Népessége
A  kerület területe 3898 km². A 2011-es népszámlálási adatok szerint népessége 3 272 335 fő, amellyel India 640 kerülete között a 106. helyet foglalja el. A népsűrűség 839 fő/km². A népesség a 2001–2011 közötti időszakban 32,71%-kal növekedett. A nemek arányát tekintve, minden 1000 férfira 924 nő jut.  Az írni–olvasni tudók aránya 82,32%. Ezen belül a férfiak esetében 89,2%, míg a nők körében 74,9%.

## Fekvése, földrajza
Indaur kerületet négy másik határolja: Uddzsain északról, Devász keletről, Khárgona (Nyugat-Nímács) délről és Dhár nyugatról. 
Két fő folyója van: a nyugati részen  a Csambal, a keletin pedig a  Ksipra, amely a Csambal egyik mellékfolyója. Több kisebb folyó is halad a területen, például a Gambhir és a Khán, amelyek a Ksipra mellékfolyói.

## Éghajlata
| Hónap                         | Jan. | Feb. | Már. | Ápr. | Máj. | Jún. | Júl. | Aug. | Szep. | Okt. | Nov. | Dec. | Év   |
| ----------------------------- | ---- | ---- | ---- | ---- | ---- | ---- | ---- | ---- | ----- | ---- | ---- | ---- | ---- |
| Átlagos max. hőmérséklet (°C) | 26,5 | 28,8 | 34,3 | 38,7 | 40,4 | 36,2 | 30,3 | 28,2 | 30,9  | 30,4 | 29,7 | 26,9 | 31,8 |
| Átlagos min. hőmérséklet (°C) | 9,8  | 11,4 | 16,2 | 21,2 | 24,4 | 24,1 | 22,6 | 21,9 | 21,1  | 18,1 | 13,9 | 10,6 | 18,0 |
| Átl. csapadékmennyiség (mm)   | 4    | 3    | 1    | 3    | 11   | 136  | 279  | 360  | 185   | 52   | 21   | 7    | 1062 |
| Havi napsütéses órák száma    | 288  | 274  | 288  | 306  | 326  | 210  | 105  | 81   | 180   | 270  | 273  | 282  | 2883 |
| Forrás: HKO                   |      |      |      |      |      |      |      |      |       |      |      |      |      |

## Városok
Indaur város a kerület adminisztratív központja  és fő települése, továbbá itt található a határőrség Fegyverzeti és Harcászati  Központi Iskolája is. Mhau a kerület fontos katonai városa, itt található az indiai hadsereg három fő kiképző bázisa. Egyéb kiemelkedő városa még Depálapur  és Szanver.

## Körzetek, falvak
Indaur kerület négy közigazgatási körzetből (tehsil) áll: Depálapur, Szanver, Indaur és Mhau. A kerületben 649 falu van, mely összesen 335 falutanácshoz (panchayat) tartozik. Rodzsadi volt az első olyan falu, ahol minden ház közvetlen hálózati áramellátással rendelkezett.
Miután 2008-ban meghatározták a választókerületeket, Madhja Prades állam Indaur kerületben összesen kilenc választókerület lett: Depálapur, Indaur-1, Indaur-2, Indaur-3, Indaur-4, Indaur-5, Dr. Ambedkar Nagar–Mhau, Rau és Szanver.

## Fordítás
Ez a szócikk részben vagy egészben  az   Indore district című angol Wikipédia-szócikk ezen változatának fordításán alapul.  Az eredeti cikk szerkesztőit annak laptörténete sorolja fel. Ez a jelzés csupán a megfogalmazás eredetét és a szerzői jogokat jelzi, nem szolgál a cikkben szereplő információk forrásmegjelöléseként.